# Dorn
För andra betydelser, se Dorn (olika betydelser).

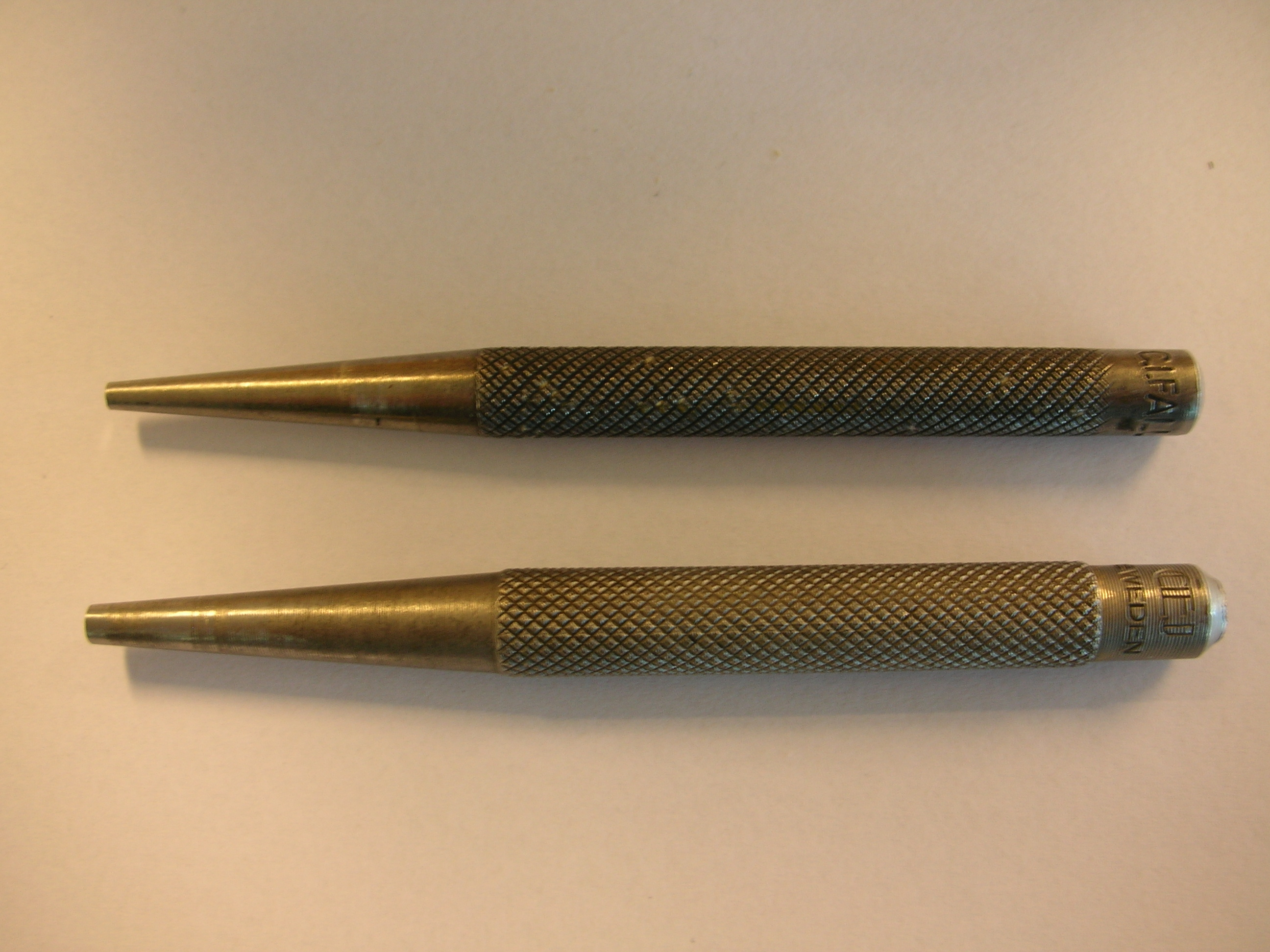
Dorn

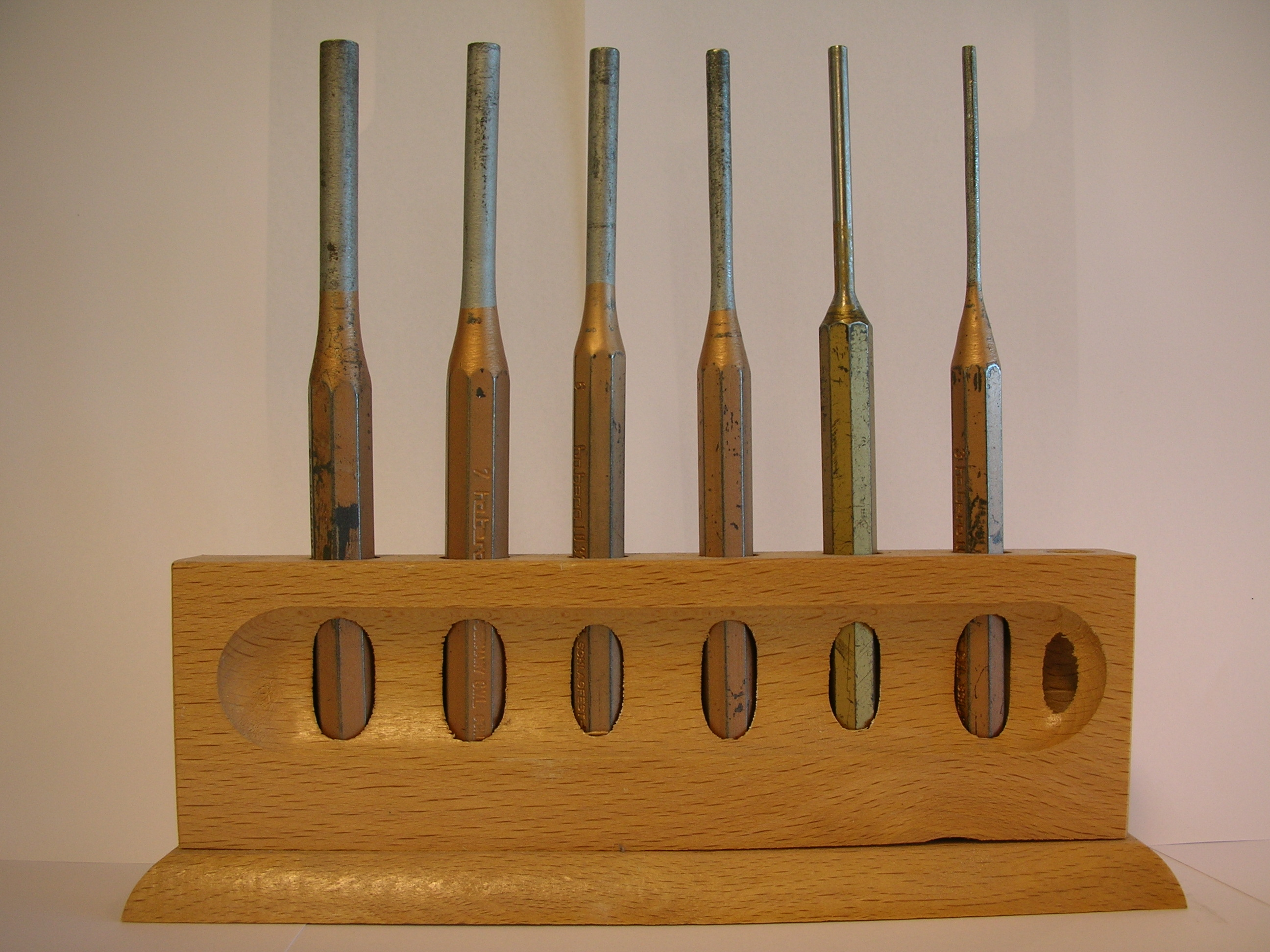
Drivdorn 3 - 8 mm

Dorn (från tyska Dorn, törne, tagg, uttalas IPA /doːrn/, även /duːrn/, stundom /dɔrn/), är ett verktyg som normalt består av en rundstång med mer eller mindre konisk spets. Verktyget används för att göra försänkningar vid metallarbete eller för att vidga hål, slangar och rör.
En dorn med plan ände kan användas för att driva ned spik under träytan, till exempel innan spackling och målning och i trånga utrymmen där hammarhuvudet inte får plats. Det kan då kallas dycknagel, efter dyckert.
En mindre typ av dorn används även vid guldsmedsarbeten.
Ordet "dorn" är belagt i svenska språket sedan 1803 och kommer från tyskans "dorn" som betyder "tagg" eller "törne".
Dorn är ett gammalt redskap. I utgrävningar på Björkö (Birka) har man hittat en stor mängd dornar som använts under perioden 800–1099 e.Kr.

## Drivdorn
Ännu en typ av dorn är drivdorn, vilken är försedd med plan ände och en lång cylindrisk del. Den är avsedd för att driva ut exempelvis fjädrande rörpinnar, låsstift eller andra cylindriska pinnar. Den cylindriska delen är utförd med ett visst undermått, i förhållande till pinnen dornen är avsedd för, för att inte fastna i hålet.